# Eremiaphila laeviceps
Eremiaphila laeviceps es una especie de mantis de la familia Eremiaphilidae.

## Distribución geográfica
Se encuentra en Argelia, Libia y Chad.